# Aburaage

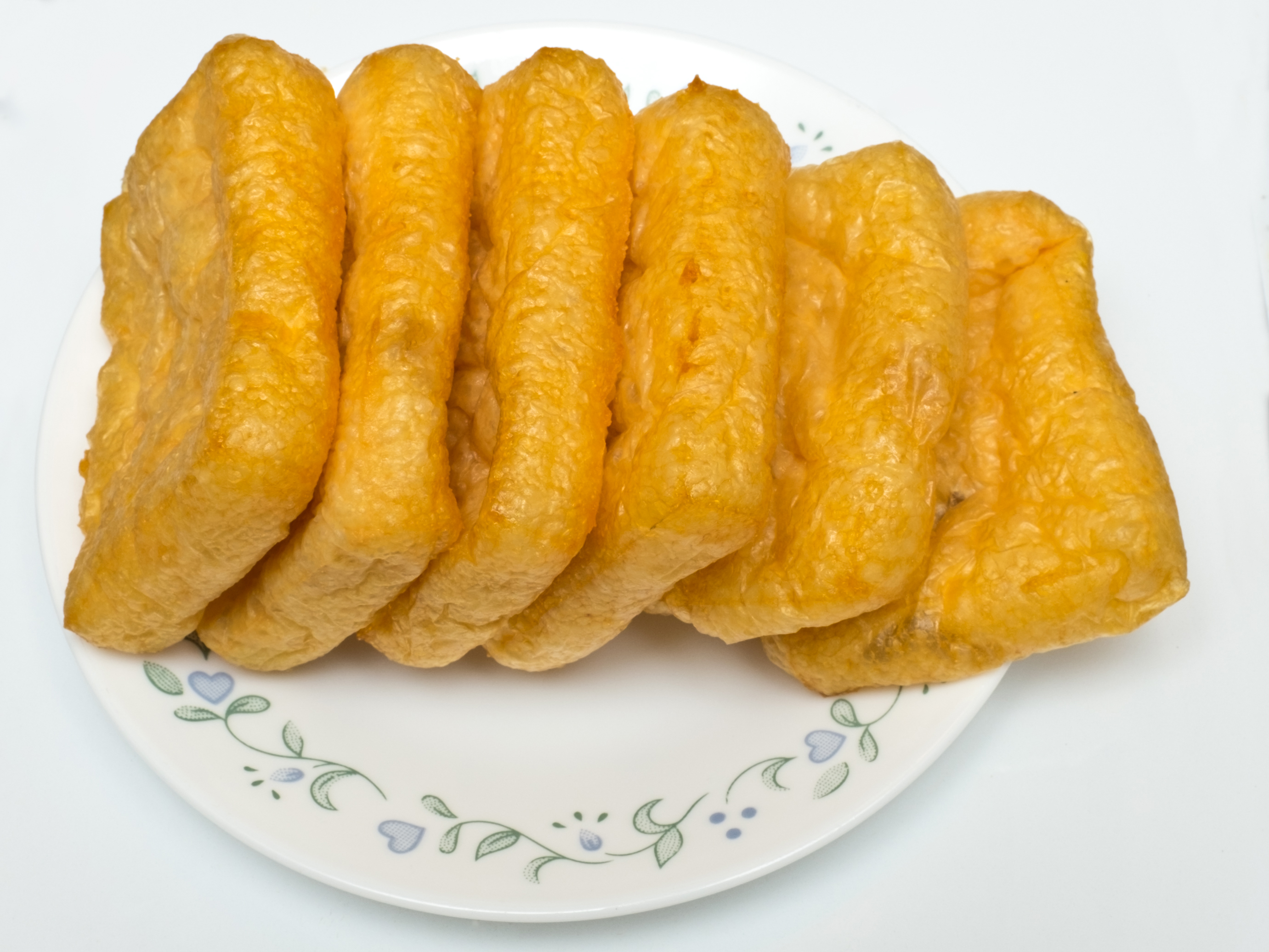
Aburaage.

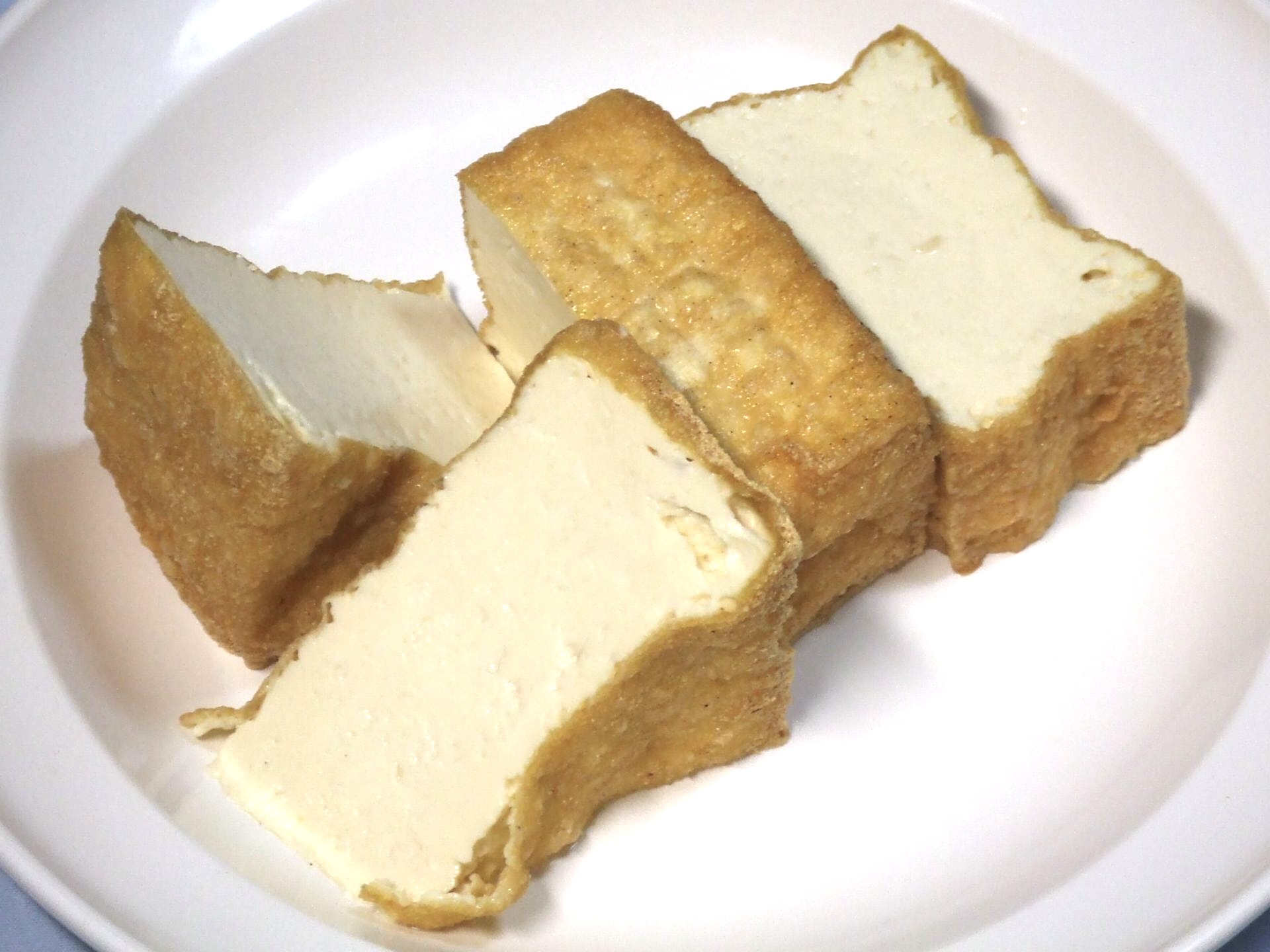
Atsuage.

El aburaage (油揚げ?) es un producto alimenticio japonés hecho de soja. Se elabora cortando tofu en lonchas finas y friéndolas primero a 110–120 °C y luego a 180–200 °C. El aburaage se usa a menudo para envolver inarizushi (稲荷寿司?), y también se añade a la sopa de miso y a platos de fideos udon, que se denomina kitsune-udon por el mito que dice que a los zorros (kitsune) y a Inari les gusta el tofu frito. El aburaage también puede rellenarse, por ejemplo con nattō, antes de freírse por segunda vez. Hay una segunda variedad llamada atsuage (厚揚げ?) o namaage (生揚げ?).
Los japoneses fueron los primeros en desarrollar tofu relleno. Sin embargo, se sabe poco de su historia antigua. El Tofu Hyakuchin de 1782 daba una receta de tofu frito, pero no está claro si iba relleno. Se sabe que el tofu relleno existe desde 1853, cuando surgió el Inari-zushi (tofu relleno con arroz al vinagre). Debido a su largo plazo de conservación, poco peso y complejidad de elaboración, el tofu relleno tendió a producirse a gran escala y a distribuirse masivamente. Para 1974 las fábricas grandes empleaban 2 Tm de soja diarias para producir 116.600 unidades de tofu relleno. Para 1980 las enormes fábricas modernas producían de 300.000 a 450.000 unidades al día usando freidoras con cintas transportadoras. Actualmente cerca de un tercio de la soja consumida para tofu en Japón se dedicaban al tofu frito, y se estima que el 85% de éste se destina a rellenar.